# Ekaterina Schmidt

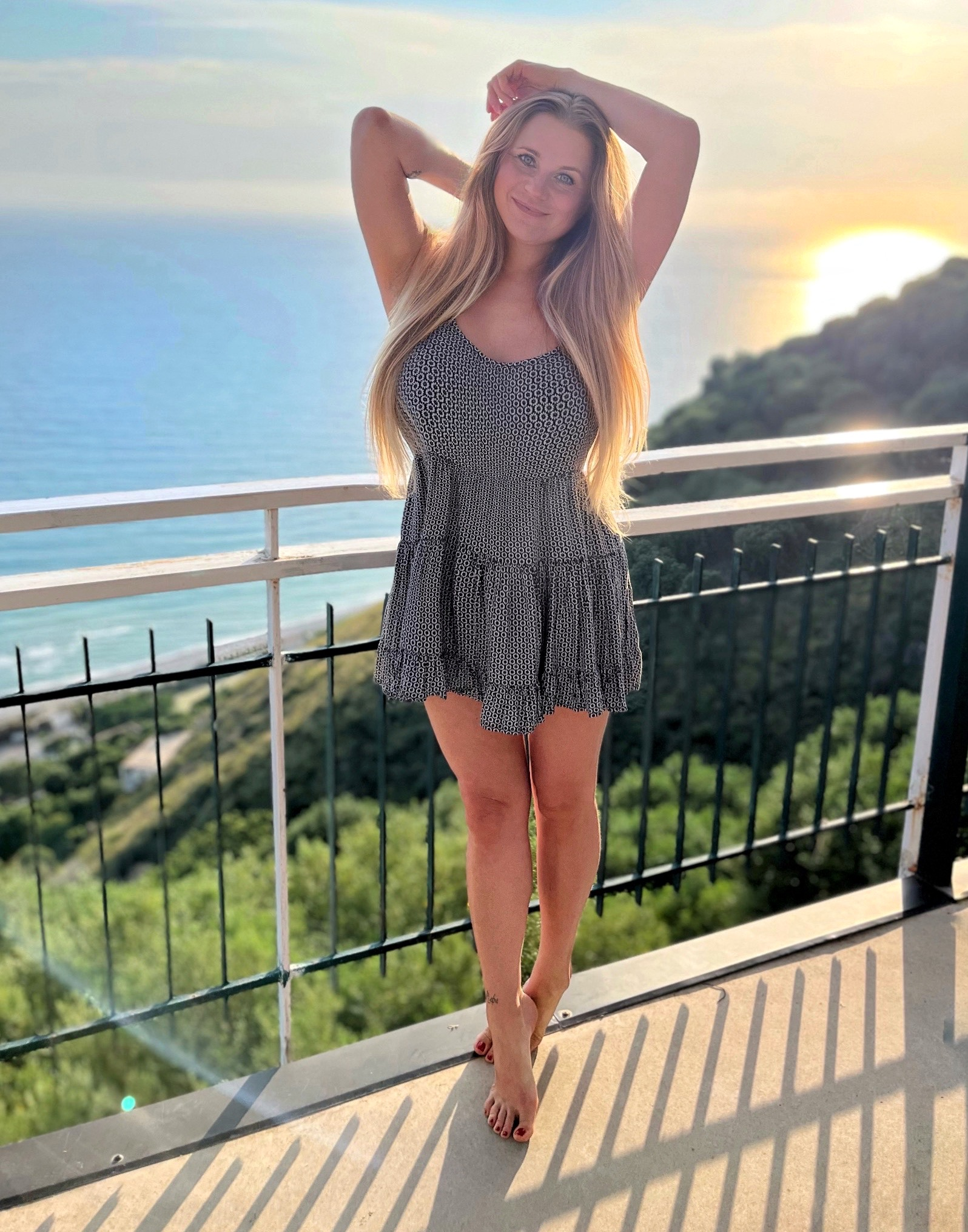

Ekaterina Schmidt, voller bürgerlicher Name Ekaterina Nikolajewna Schmidt (russisch Екатерина Николаевна Шмидт; * 23. Dezember 1978 in Tundusch, Russische SFSR, Sowjetunion, wiss. Transliteration Yekaterina Nikolayevna Shmidt, deutsche Transkription Jekaterina Nikolajewna Schmidt) ist eine russisch-deutsche Schauspielerin. Mit der Kunstfigur Mascha von Rascha  tritt sie als Stand-up-Comedienne auf.

## Leben und Karriere
Mit 16 Jahren verließ sie nach eigenen Angaben ihr Heimatdorf Tundusch nahe Slatoust (Oblast Tscheljabinsk)  und zog nach Tscheljabinsk. In den Jahren 1995 bis 1999 studierte sie Schauspiel und Modedesign an der dortigen Humanitären Hochschule für Kunst & Schauspiel. Ihr Studium schloss sie 1999 mit einem Diplom ab. Von 1999 bis 2000 arbeitete sie als Lehrerin im Kindertheater Tscheljabinsk. Sie gründete darauf folgend ein Nähstudio mit einigen Angestellten. Durch ihre Ersparnisse und den Verdienst konnte sie sich einen Umzug nach Deutschland ermöglichen.
Im Jahr 2002 zog sie von Russland nach Deutschland. Hier machte sie von 2010 bis 2011 ein Stimmentraining im Musiktanztheater-Laboratorium Mutanth, Saarbrücken.
Sie arbeitete unter ihrem bürgerlichen Namen Ekaterina Schmidt als Model und sammelte parallel Schauspielerfahrung in zahlreichen kleineren Rollen diverser TV-Formate. Seit 2013 tritt sie auch mit der Kunstfigur Mascha von Rascha als Stand-up-Comedienne auf. In dem Jahr hatte sie einen Auftritt bei Night Wash.

## Filmografie

### Als Moderatorin
- 2013: ARD-Themenwoche: Zum Glück (Dokumentation, 1 Folge)[5]
- 2013–2014: Mascha von Rascha, (TV-Serie, 3 Folge)[6]

- 2014: Galileo (Fernsehsendung) (Dokumentation 3 Folgen)[7][8][9]
- 2016: Night Guide, Nachtleben Berlin (TV-Serie, 1 Folge)[10]

### Als Schauspielerin
- 2008: Wilsberg (TV-Serie, 1 Folge)
- 2008: Marienhof (TV-Serie, 1 Folge)
- 2009: Lenßen – Der Film
- 2009: ...Und Exitus
- 2011: Brand – Eine Totengeschichte
- 2012: Via Malaga 21
- 2013: Global Player – Wo wir sind isch vorne,
- 2014: Sterben mit Revanche (Qisas almadan ölmə)
- 2017: Moor-Monster 2
- 2017: Unter uns (TV-Serie, 1 Folge)
- 2019: Patchwork Gangsta (TV-Serie, 5 Folgen)
- 2021: M.O.M (Reality-Show)